# 5 Pułk Ułanów (LWP)
5 pułk ułanów (5 p.uł.) – oddział kawalerii ludowego Wojska Polskiego.
Pułk miał być sformowany na podstawie rozkazu Nr 0122/Org. Naczelnego Dowódcy WP z 15 maja 1945 w składzie 1 Warszawskiej Dywizji Kawalerii, według etatu Nr K 3/2 o stanie 1165 ludzi. Jednostka nie została utworzona.